# Cesare Franco (Komponist)
Don Cesare Emmanuele Franco (* 25. Februar 1885 in Acquaviva delle Fonti; † 21. Januar 1944 in Bari) war ein italienischer Kirchenmusikkomponist, Organist und Vetter von Cesarino Franco.

## Leben
Franco wuchs in einer musikalischen Familie auf. Sein Vater und sein Bruder Giacomo waren ebenfalls Musiker. In seiner Heimatstadt besuchte er die Grundschule. Am Päpstlichen Seminar der Vatikanstadt Rom studierte er Theologie und Philosophie und schloss an der Gregorianischen Universität ab. Am 19. März 1908 wurde er zum Priester geweiht. In Acquaviva gründete er eine Schola Cantorum.
Musikalisch war Franco ein Autodidakt, der von seiner Familie und Monsignore Raffaele Casimiri unterstützt wurde. Am Päpstlichen Institut für Kirchenmusik in Rom erhielt er von Präsident Fr. Angelo De Santi ein Ehrendiplom für geistliche Komposition. Er war stellvertretender Direktor der Sixtinischen Kapelle. 1912 wurde er musikalischer Direktor der Basilika San Nicola in Bari ernannt und übte diese Tätigkeit 25 Jahre aus. Er lehrte Komposition an der Musikschule „Piccinni“ in Bari, deren Gründer er war. Im folgenden Jahr gründete er die Singschule des päpstlichen Regionalseminars in Molfetta, die er ebenfalls leitete. Nach einer ersten Tournee in die USA im Jahr 1919 zusammen mit Casimiri folgte in den Jahren 1920 bis 1926 eine ausgeprägte Konzerttätigkeit, vor allem in Bari.
Franci schuf etwa 100 Kompositionen, darunter die Gesänge, die San Nicola geweiht sind. Die ersten drei Lieder erfüllen liturgische Funktionen in der Basilika San Nicola. Salve, o Nicola fulgido gilt als seine bekannteste Kompositionen und als sein Meisterwerk.

## Werke (Auswahl)
- Laetatus sum, (Psalm 121) für Chor und 2 ungleiche Stimmen mit Orgel. Soc. Tip. Ed. Nazionale, Turin 1913.
- Tantum ergo, für 3 gemischte Stimmen mit Orgel. Soc. Tip. Ed. Nazionale, Turin 1920.
- drei Tantum ergo, für dreistimmigen gemischten Chor mit Orgel oder Harmonium. Edizioni Carrara, Bergamo 1925.
- Stabat Mater, für 3 gleiche Stimmen mit Orgelbegleitung. Soc. Tip. Ed. Nazionale, Turin 1926.
- Iam terra intonet, Motette für vierstimmigen gemischten Chor mit Harmoniumbegleitung. Edizioni Carrara, Bergamo 1926.
- Dixit Dominus, für dreistimmigen gemischten Chor mit Orgel. Soc. Tip. Ed. Nazionale, Turin 1928.
- Ave Maria, für Sopran und Tenor mit Orgel oder Harmonium. Edizioni Carrara, Bergamo 1928.
- Tre poesie, von Trilussa (Bolla di sapone, Povero fiore, Er pappagallo raffreddato), für Tenor oder Sopran und Klavier. Edizioni dal sud, Bari 1930.
- zwei Tantum ergo, für 2 ungleiche Stimmen mit Orgel- oder Harmoniumbegleitung. Soc. Tip. Ed. Nazionale, Turin 1930.
- Confitebor tibi, Domine, für dreistimmigen gemischten Chor mit Orgel. Soc. Tip. Ed. Nazionale, Turin 1934.
- Si, Lied für 4 gemischte Stimmen (freie Transkription der Rätsel von R. Schumann). Edizioni Carrara, Bergamo 1934.
- Da pacem, Domine, Motette für 2 ungleiche Stimmen und Orgel. Edizioni Carrara, Rom 1935.
- Laudi alla Madonna, für eine Stimme mit Orgel- oder Harmoniumbegleitung. Edizioni Carrara, Bergamo 1935.
- Due mottetti alla Madonna del Carmine, für Gesang und Orgel. Edizioni Carrara, Bergamo 1936.
- Falsobordone per il canto dei vespri. Edizioni Carrara, Bergamo 1937.
- Te Deum, für Chor mit 2 gleichen oder ungleichen Stimmen mit Orgel- oder Harmoniumbegleitung. Edizioni Carrara, Bergamo 1937.
- Tre cantici, im Fauxbourdon für dreistimmigen Männer oder gemischten Chor mit Orgel- oder Harmoniumbegleitung. Edizioni Carrara, Bergamo 1938.
- Christus vincit, Motette für vier Männerstimmen ohne Begleitung. Edizioni Carrara, Bergamo 1938.
- Due preludi pastorali, für Orgel oder Harmonium. Edizioni Carrara, Bergamo 1938.
- Offertorio solenne, mit Orgel- oder Harmoniumbegleitung. Edizioni Carrara, Bergamo 1938.
- Canto del popolo barese a s. Nicola. Mignani, Florenz 1938.
- S. Nicola, geistliches Oratorium für Soli, Chor und Orchester in einem Prolog und drei Teilen. Edizioni dal sud, Bari 1938.
- Due mottetti al S. Cuore di Gesù, für 2 gleiche Stimmen mit Orgel- oder Harmoniumbegleitung. Edizioni Carrara, Bergamo 1939.
- Ecce sacerdos magnus, Responsorium für 4 Männerstimmen. Edizione Miles Christi, Molfetta 1940.
- Tu es Petrus, Motette für 4 Männerstimmen. Edizione Miles Christi, Molfetta 1940.